# Body Bags
Body Bags (zu Deutsch „Leichensäcke“; Originaltitel: John Carpenter presents Body Bags) ist ein US-amerikanischer TV-Horrorfilm von John Carpenter und Tobe Hooper aus dem Jahr 1993, bestehend aus drei Episoden. Der Film ist eine Co-Produktion von Showtime Networks Inc. und 187 Corp., seine Fernsehpremiere in den USA hatte er am 8. August 1993 bei Showtime Networks.

## Handlung
- Episode 1

Ein brutaler Massenmörder sucht eine Kleinstadt heim und tobt sich ausgerechnet in der Tankstelle aus, in der eine neue Angestellte gerade ihren Dienst angetreten hat. Der Schlitzer wird schließlich überwältigt und von einer Hebebühne zerquetscht.
- Episode 2

Ein Mann namens Richard Coberts, der unter Haarausfall leidet, will seinem Haar zu altem Glanz verhelfen und sucht dabei die Hilfe eines Friseurs mit neuer vielversprechender Haarwuchsformel. Doch nach Anwendung wächst das Haar unaufhörlich weiter und wird schließlich unerträglich lang.
- Episode 3

Der Baseballspieler Brent Matthews, der sein rechtes Auge verloren hat, erhält durch eine Transplantation ein neues Auge. Doch weiß er nicht, dass es sich um ein Auge von einem Massenmörder handelt. Die krankhaften Eigenschaften des Spenders übertragen sich auf Brent, er wird zunehmend aggressiver und tötet schließlich seine Frau, die er im Garten vergräbt. Doch sie kehrt als Zombie zurück.

## Kritik
„[…] teils unappetitlich, immer banal und nur mittelmäßig gespielt. [Folglich bleibt das] Bemühen um Komik und Spannung erfolglos.“

„Zusammengehalten durch eine schaurige Leichenkammer-Rahmenhandlung, bei der John Carpenter einen lebendigen Toten spielt, wird dem Zuschauer ein sehr durchwachsener Episodenstreifen präsentiert, der eindeutig in der Tradition von „Die unheimlich verrückte Geisterstunde“ stehen möchte. Doch leider kann nur die erste, von Carpenter inszenierte Geschichte (eine Art komprimierter „Halloween“) für die entsprechende Horror-Stimmung sorgen, denn der Rest ist nur eine mittelmäßige Wiederholung abgestandener Ideen […]. Tobe Hoopers (Regie dritte Episode) filmisches Talent ist dabei sehr beschränkt, und man fragt sich doch glatt, ob er seit seinen Zeiten bei Cannon nichts dazugelernt hat. „Body Bags“ ist übrigens ein Kabel-TV-Film und erstaunlich blutig.“

## Hintergründe
- Carpenter holte namhafte Regisseure des Genres wie Sam Raimi, Tobe Hooper und Wes Craven in seine Produktion.
- Der Film wurde in Deutschland auf Premiere gezeigt und später auf Video und DVD (nur in gekürzter Version) veröffentlicht.
- Folgende VHS/DVD/Blu-ray Disc, enthalten eine Gewaltszene, die sonst in keiner Fassung weltweit existiert. [Unrated Version]

1. VHS=Australien, Label: „The Home Cinema Group“
2. VHS=Großbritannien, Label: „Polygram“ (4 Front Video Tape = R-Rated)
3. DVD=Frankreich, Labels: „Prism Vision“ und Neuauflage von „Aventi“
4. DVD=Italien, Label: „Medusa / Manzotti Home Video“
5. Blu-ray Disc=USA, Label: „Shout! Factory“ (erschienen am 12. November 2013).
- Die US-DVD von Artisan enthält – trotz R-rating – eine zensierte Version. Viele gewalttätige Einstellungen wurden durch deutlich harmlosere ersetzt.

## Verweise
1. ↑  Body Bags. In: Lexikon des internationalen Films. Filmdienst, abgerufen am 2. März 2017.